# نجمة إدريس
نجمة عبد الله إدريس ولدت في الكويت بتاريخ 25 ديسمبر 1952م، أديبة وشاعرة وباحثة أكاديمية. تأثرت منذ الطفولة بشعراء أثروا وجدانها فأكسبها ذلك اتساع الأفق تفكيراً وعاطفة وتجربة صُقلت بالدراسة الأكاديمية والبحث في الشعر العربي المعاصر. تحدثتْ عن نشأتها وسيرتها الحياتية في مقدمة كتابها (تتكسّر لغتي.. أنمو). وحصلت على العديد من الجوائز من بينها جائزة الملتقى للقصة القصيرة العربية عام 2025م.

## التخصص العلمي
تخرجت في جامعة الكويت عام 1976م في تخصص اللغة العربية وآدابها، ثم أكملت تعليمها العالي للحصول على الدكتوراه في (London University – School of Oriental and African Studies) جامعة لندن - كلية الدراسات الشرقية والإفريقية) وتخرجت عام 1987م. وكانت رسالة الدكتوراه في تخصص الأدب العربي الحديث وبعنوان: مفهوم الموت وتطوره في الشعر العربي الحديث (The Concept of Death and its Development in Modern Arabic Poetry).
مارست التدريس الجامعي في جامعة الكويت ما بين عامي 1987م – 2007م، مدرسة لمواد الشعر والأدب العربي والنقد الحديث.

## نشاطها ومساهماتها
بدأت مشوار الكتابة شاعرةً وباحثة منذ المرحلة الجامعية، ونشرت معظم تجاربها الأولى في مجلة البيان الصادرة عن رابطة الأدباء الكويتية.
انضمت إلى عضوية رابطة الأدباء باكراً ووجدت الكثير من الدعم والتشجيع من أعضائها . ومن مظاهر التشجيع حينذاك مشاركتها في الأمسيات الشعرية التي تقيمها الرابطة في مقرها، ومشاركتها كذلك في الأسابيع الثقافية التي يقيمها المجلس الوطني للثقافة والفنون والآداب في البلاد العربية، حيث كانت أول مشاركة لها ضمن وفد الكويت الثقافي إلى المغرب عام 1979م.
درّست في المدراس المتوسطة والثانوية حتى عام 1981م.
عينت عام 1987م بوظيفة عضو هيئة التدريس في جامعة الكويت حيث قامت بتدريس مادة الأدب العربي الحديث.
قدمت خلال ملتقى القصة والرواية في الكويت الذي أقامته رابطة الأدباء في الفترة ما بين 21-23 مارس 1994 بحثاً قيماً بعنوان «الانثى والمجتمع في القصة الكويتية» بينت من خلاله تصوير المجتمع لمفهوم الأنوثة، ومشكلة الجنس، الاغتراب والبحث عن الخلاص.
توالت المشاركات في المؤتمرات والملتقيات الثقافية والمحاضرات العامة والأماسي الشعرية عبر السنوات، سواءً في الكويت أو خارجها، مثل: بغداد، القاهرة، الإمارات العربية المتحدة، تونس، باريس ،اليمن، الجزائر، عُمان.
تولت رئاسة تحرير مجلة (البيان) عام 2010م.
من مساهماتها أيضاً الكتابة الصحفية في الصحف اليومية والمجلات الشهرية، والمشاركة في العديد من استطلاعات الرأي واللقاءات المنفردة في الصحافة المحلية والمقابلات الإذاعية . كذلك مساهماتها في تحكيم مسابقات الأعمال الإبداعية من شعر وقصة ضمن أنشطة الجامعة والمجلس الوطني ورابطة الأدباء ومؤسسة البابطين للإبداع الشعري، ومؤسسة سعاد الصباح وغيرها من جمعيات النفع العام .
من أبرز نشاطاتها الثقافية الانضمام إلى أسرة جريدة (الجريدة) الكويتية، حيث تداوم على كتابة عمودها الأسبوعي منذ سنوات في الصفحة الثقافية .

## المؤلفات
- كنفاه (قصص قصيرة). 2023م.[7]
- سيرة الغائب (رواية). 2022م.[8]
- حدائقهن المعلقة، رواية، دار الآداب، بيروت، 2019م.[9]
- ترجمة كتاب: الجلطة التي أنارت بصيرتي (My Stroke of Insight، Jill Bolte Taylor)، منشورات مسعى، 2019م.[10]

- مأزق المرأة الشاعرة ، قراءة في الواقع الثقافي - منشورات آفاق، الكويت، 2018م.
- صباحٌ يشرب البرتقال، مجموعة شعرية - منشورات ضفاف، بيروت، 2017م.[11]
- على قيد الكتابة، نصوص - منشورات ضفاف، بيروت، 2016م.[12]
- تتكسّر لغتي.. أنمو، سيرة شعرية وشواهد - المؤسسة العربية للدراسات والنشر، بيروت، 2004م.[13]
- خليفة الوقيان في رحلة الحُلْم والهمّ، دراسة في حياته وشعره - دار المدى، دمشق، 2002م.[14]
- مجرّة الماء، مجموعة شعرية - دار المدى، دمشق، 2000م.[15]
- طقوس الاغتسال والولادة، مجموعة قصائد نثر - دار سعاد الصباح، الكويت، 1998م.
- الإنسان الصغير، مجموعة شعرية، الكويت، 1998م.
- الأجنحة والشمس، دراسة تحليلية في القصة الكويتية - سلسلة كتاب رابطة الأدباء، الكويت، 1998م.

## البحوث العلمية المحكمة
- طوق الحمامة لابن حزم الأندلسي: خطاب في الأدب أم خطاب في الثقافة؟، المجلة العربية للعلوم الإنسانية، مجلس النشر العلمي، جامعة الكويت، العدد 100، خريف 2007م.[16]
- مأزق المرأة الشاعرة: قراءة في الواقع الثقافي، مجلة عالم الفكر، المجلس الوطني للثقافة والفنون والآداب، ديسمبر 2005م.
- درامية الخروج والولوج وسماتها الفنية في شعر أحمد العدواني، مجلة دراسات الخليج والجزيرة العربية، مجلس النشر العلمي، جامعة الكويت، العدد 114، يوليو 2004م.[17]
- أبناء السندباد لألن فيليرز: رؤية غربية لقصة الملاحة العربية في المحيط الهندي، المجلة العربية للعلوم الإنسانية، مجلس النشر العلمي، جامعة الكويت، العدد 83، 2003م.[16]
- أسفار الترحل والهجرة ومرجعياتها في شعر سليمان الفليح وإبراهيم الخالدي، مجلة عالم المعرفة، المجلس الوطني، العدد 3، يناير – مارس، 2003م.
- التاريخي والروائي في (ليون الإفريقي) لأمين معلوف، مجلة حقول، كتاب دوري، النادي الأدبي في الرياض، يونيو 2004م.

## الجوائز
- جائزة الدولة التشجيعية في مجال الدراسة الأدبية والنقدية للعام 2002م، وذلك عن كتاب: خليفة الوقيان في رحلة الحُلم والهمّ.[18]
- جائزة المرأة العربية المتميزة في مجال الأدب للعام 2013م.[19]
- جوائز في الشعر والقصة من جامعة الكويت، ودروع وشهادات تقديرية مقابل مجموعة من المساهمات في الجامعة وخارجها.
- جائزة الملتقى للقصة القصيرة العربية (الدورة السابعة) للعام 2025م، وذلك عن مجموعتها القصصية «كنفاه» الصادرة عن دار «صوفيا».[3]

## ما كُتب عنها
- نجمة إدريس .. لماذا ؟ / بقلم: د. أحمد البغدادي.[20]
- مأزق المرأة الشاعرة ما زال تاريخياً وحضارياً / بقلم: هدى الدغفق.[21]
- نجمة إدريس / أدبها ونتاجاتها / بقلم: طيبة إبراهيمي ميمند.[22]
- لا تجزعي سيدتي فنحن معك / بقلم: أحمد الصراف.[23]
- د.نجمة إدريس: اللغة ليست وسيلة توصيل أو ظهرا للامتطاء.. بل غاية / بقلم: أفراح الهندال.[24]
- نجمة إدريس تتناغم مع الواقع في سياقه الشعري / مجلة الخليج.